# Gold (film 2016)
Gold – amerykański film fabularny z 2016 roku w reżyserii Stephena Gaghana, wyprodukowany przez wytwórnię The Weinstein Company.
Premiera filmu odbyła się 30 grudnia 2016 w Stanach Zjednoczonych. Trzy miesiące później, 17 marca 2017, obraz trafił do kin na terenie Polski.

## Fabuła
Kenny’emu Wellsowi (Matthew McConaughey) nie wiedzie się najlepiej w interesach. Próżno oczekuje spektakularnego przełomu w karierze. Znajdujący się na skraju bankructwa niespełniony biznesmen postanawia wziąć sprawy w swoje ręce i zdobyć pieniądze, wykorzystując swoje zamiłowanie do przygód oraz ryzyka.
Mężczyzna stawia wszystko na jedną kartę. W Indonezji spotyka się ze znanym w branży geologiem Michaelem Acostą (Édgar Ramírez). Po namowach nawiązują współpracę. Z uwagi na finansowe problemy początki są trudne. Poszukiwania nie przynoszą rezultatów, a Kenny zapada na malarię. Kilka tygodni jest przykuty do łóżka.
W końcu w dżungli udaje się znaleźć ogromne pokłady złota. Bardzo szybko Wells staje się milionerem. Wraz z sukcesem pojawiają się jednak wpływowe osoby chcące przejąć fortunę. Amerykanin musi odnaleźć się w świecie finansiery. Po powrocie do Nowego Jorku zgłaszają się do niego inwestorzy, w tym przedstawiciele banku z Wall Street. Rozpada się również jego wieloletni związek z Kay (Bryce Dallas Howard). Kenny zostaje uwikłany w intrygę z wielką polityką w tle i oszukany przez najbliższą osobę.

## Obsada
- Matthew McConaughey jako Kenny Wells
- Édgar Ramírez jako Michael Acosta
- Bryce Dallas Howard jako Kay
- Joshua Harto jako Lloyd Stanton
- Timothy Simons jako Jeff Jackson
- Michael Landes jako Glen Binkert
- Corey Stoll jako Brian Woolf
- Toby Kebbell jako Paul Jennings
- Bruce Greenwood jako Mark Hancock
- Stacy Keach jako Clive Coleman
- Bill Camp jako Hollis Dresher
- Rachael Taylor jako Rachel Hill
- Macon Blair jako Connie Wright

## Odbiór

### Zysk
Film Gold zarobił 7,2 miliona dolarów w Stanach Zjednoczonych i Kanadzie oraz 7,6 miliona dolarów w pozostałych państwach; łącznie 14,8 miliona dolarów.

### Krytyka
Film Gold spotkał się z mieszaną reakcją krytyków. W serwisie Rotten Tomatoes 43% ze stu osiemdziesięciu dwóch recenzji filmu jest pozytywne (średnia ocen wyniosła 5,21 na 10). Na portalu Metacritic średnia ocen z 40 recenzji wyniosła 49 punktów na 100.

### Nagrody i nominacje
| Rok  | Miejsce                                | Nagroda    | Kategoria                         | Odbiorcy i nominowani | Wynik     |
| ---- | -------------------------------------- | ---------- | --------------------------------- | --------------------- | --------- |
| 2017 | Nagrody Saturn 2016                    | Saturn     | Najlepszy film akcji / przygodowy | Gold                  | nominacja |
| 2017 | Nagrody Saturn 2016                    | Saturn     | Najlepszy aktor                   | Matthew McConaughey   | nominacja |
| 2017 | Nagrody Saturn 2016                    | Saturn     | Najlepsza aktorka drugoplanowa    | Bryce Dallas Howard   | nominacja |
| 2017 | 74. ceremonia wręczenia Złotych Globów | Złoty Glob | Najlepsza piosenka                | Iggy Pop – "Gold"     | nominacja |